# Oscar 1965
A 37ª cerimônia de entrega dos Academy Awards (ou Oscars 1965), apresentada pela Academia de Artes e Ciências Cinematográficas, premiou os melhores atores, técnicos e filmes de 1964 no dia 5 de abril de 1965, em Los Angeles e teve  como mestres de cerimônias.
O drama My Fair Lady foi premiado na categoria mais importante: melhor filme.

## Indicados e vencedores
| Melhor Filme - My Fair Lady - Becket - Dr. Strangelove or: How I Learned to Stop Worrying and Love the Bomb - Mary Poppins - Zorba the Greek                                                                                            | Melhor Diretor - George Cukor – My Fair Lady - Peter Glenville – Becket - Stanley Kubrick – Dr. Strangelove or: How I Learned to Stop Worrying and Love the Bomb - Robert Stevenson – Mary Poppins - Michael Cacoyannis – Zorba the Greek                 |
| Melhor Ator/Actor (Principal) - Rex Harrison – My Fair Lady - Richard Burton – Becket - Peter O'Toole – Becket - Anthony Quinn – Zorba the Greek - Peter Sellers – Dr. Strangelove or: How I Learned to Stop Worrying and Love the Bomb | Melhor Atriz/Actriz (Principal) - Julie Andrews – Mary Poppins - Anne Bancroft – The Pumpkin Eater - Audrey Hepburn – My Fair Lady - Debbie Reynolds – The Unsinkable Molly Brown - Kim Stanley – Seance on a Wet Afternoon                               |
| Melhor Ator/Actor Coadjuvante/Secundário - Peter Ustinov – Topkapi - John Gielgud – Becket - Stanley Holloway – My fair lady - Edmond O'Brien – Seven Days in May - Lee Tracy – The Best Man (1964)                                     | Melhor Atriz/Actriz Coadjuvante/Secundária - Lila Kedrova – Zorba the Greek - Gladys Cooper – My Fair Lady - Edith Evans – The Chalk Garden - Grayson Hall – The Night of the Iguana - Agnes Moorehead – Hush… Hush, Sweet Charlotte                      |
| Melhor Roteiro/Argumento - Original - Father Goose - A Hard Day's Night - The Organizer - That Man from Rio - One Potato, Two Potato | Melhor Roteiro/Argumento - Adaptado - Becket - Dr. Strangelove or: How I Learned to Stop Worrying and Love the Bomb - Mary Poppins - My Fair Lady - Zorba the Greek                                                                                       |
| Melhor Edição/Montagem - Mary Poppins - Hush… Hush, Sweet Charlotte - Becket - Father Goose - My Fair Lady | Melhor Filme Estrangeiro - Ieri, oggi, domani ( Itália) - Kvarteret Korpen ( Suécia) - Sallah Shabati ( Israel) - Les Parapluies de Cherbourg ( França) - Suna no Onna ( Japão)                                                                           |
| Melhor Documentário em Longa-metragem - Jacques-Yves Cousteau's World Without Sun - The Finest Hours - Four Days in November - The Human Dutch - Over There, 1914-18                                                                    | Melhor Documentário em Curta-metragem - Nine from Little Rock - Breaking the Habit - Children Without - Eskimo Artist: Kenojuak - 140 Days Under the World                                                                                                |
| Melhor Curta-metragem - Casals Conducts: 1964 - Help! My Snowman's Burning Down - The Legend of Jimmy Blue Eyes | Melhor Animação em Curta-metragem - The Pink Phink - Christmas Cracker - How to Avoid Friendship - Nudnik #2 |
| Melhor Trilha Sonora/Banda Sonora - Mary Poppins - Becket - Hush… Hush, Sweet Charlotte - The Fall of the Roman Empire - The Pink Panther                                                                                               | Melhor Canção original - "Chim Chim Cher-ee" por Mary Poppins - "Dear Heart" por Dear Heart - "Hush… Hush, Sweet Charlotte" por Hush… Hush, Sweet Charlotte - "My Kind of Town" por Robin and the 7 Hoods - "Where Love Has Gone" por Where Love Has Gone |
| Melhor Trilha Sonora/Banda Sonora Adaptada - My Fair Lady - A Hard Day's Night - Mary Poppins - Robin and the 7 Hoods - The Unsinkable Molly Brown                                                                                      | Melhor mixagem/mistura de Som - My Fair Lady - Becket - Father Goose - Mary Poppins - The Unsinkable Molly Brown |
| Melhor Direção de Arte/Preto & Branco - Zorba the Greek - Hush… Hush, Sweet Charlotte - Seven Days in May - The Americanization of Emily - The Night of the Iguana                                                                      | Melhor Direção de Arte/Colorido - My Fair Lady - Becket - What a Way to Go! - Mary Poppins - The Unsinkable Molly Brown |
| Melhor Cinematografia/Fotografia/Preto & Branco - Zorba the Greek - Hush… Hush, Sweet Charlotte - Fate Is the Hunter - The Americanization of Emily - The Night of the Iguana                                                           | Melhor Cinematografia/Fotografia/Colorido - My Fair Lady - Becket - Cheyenne Autumn - Mary Poppins - The Unsinkable Molly Brown |
| Melhor Figurino/Guarda-Roupa/Preto & Branco - The Night of the Iguana - A House Is Not a Home - Hush… Hush, Sweet Charlotte - Kisses for My President - The Visit                                                                       | Melhor Figurino/Guarda-Roupa/Colorido - My Fair Lady - Becket - What a Way to Go! - Mary Poppins - The Unsinkable Molly Brown |
| Melhor Edição de Som - Goldfinger - The Lively Set | Melhores Efeitos Visuais - Mary Poppins - 7 Faces of Dr. Lao |

### Múltiplas indicações
- 13 indicações: Mary Poppins
- 12 indicações: Becket e My Fair Lady
- 7 indicações: Hush… Hush, Sweet Charlotte e Zorba the Greek
- 6 indicações: The Unsinkable Molly Brown
- 4 indicações: Dr. Strangelove or: How I Learned to Stop Worrying and Love the Bomb e The Night of the Iguana
- 3 indicações: Father Goose
- 2 indicações: The Americanization of Emily, Robin and the 7 Hoods, Seven Days in May, What a Way to Go! e A Hard Day's Night